# José Luís Peixoto
José Luís Marques Peixoto (Galveias, Ponte de Sôr, 4 de setembro de 1974) é um escritor, dramaturgo e poeta português, cuja primeira obra foi publicada em 2000.

## Biografia
Filho de José João Serrano Peixoto, José Luís Peixoto nasceu na vila de Galveias, no Alto Alentejo, onde viveu até aos 18 anos, idade em que foi estudar para a Faculdade de Ciências Sociais e Humanas da Universidade Nova de Lisboa. Após terminar a sua licenciatura em Línguas e Literaturas Modernas, na variante de estudos ingleses e alemães, foi professor em várias escolas portuguesas e na Cidade da Praia, em Cabo Verde. Em 2001, dedicou-se profissionalmente à escrita.

## Carreira
Com apenas 27 anos, José Luís Peixoto foi o mais jovem vencedor de sempre do Prémio Literário José Saramago. Desde esse reconhecimento, a sua obra tem recebido amplo destaque nacional e internacional. Os seus livros estão traduzidos e publicados em 26 idiomas. Foi o primeiro autor de língua portuguesa a ser traduzido e publicado na Arménia (Morreste-me, 2019), na Geórgia (Galveias, 2017) e na Mongólia (A Mãe que Chovia, 2016).
Morreste-me foi escolhido como um dos 10 livros da primeira década do século XXI pela revista Visão. Nas mesmas condições, Nenhum Olhar foi escolhido como um dos livros da década pelo jornal Expresso.
Nenhum Olhar foi incluído na lista do Financial Times dos melhores romances publicados em Inglaterra em 2007, tendo também sido incluído no programa Discover Great New Writers das livrarias americanas Barnes & Noble.
A sua obra tem sido abundantemente adaptada para espetáculos e obras artísticas de diversos géneros.
Tem sido colunista de vários órgãos da imprensa portuguesa, como é o caso do Jornal de Letras ou das revistas Visão, GQ, Time Out, Notícias Magazine, UP, entre outras.

## Acerca da Obra de José Luís Peixoto
A obra de José Luís Peixoto apresenta assinalável coesão formal e temática. Nenhum Olhar, Cal ou Galveias revelam uma nova abordagem aos temas alentejanos na literatura portuguesa. A ruralidade é retratada através de grande sofisticação formal, com uma inédita matriz pós-moderna. Podendo estabelecer relações com a história de Portugal — como em Cemitério de Pianos, Livro ou Em Teu Ventre —, é também comum que as obras de José Luís Peixoto tratem as relações pessoais e/ou familiares, com uma forte carga autobiográfica — como em Morreste-me, Abraço, todos os seus títulos poéticos ou, mesmo, Dentro do Segredo. A alegoria ocupa também um lugar importante na sua escrita, através dos títulos Uma Casa na Escuridão e Antídoto. Estas abordagens, no entanto, estão distribuídas um pouco por toda a sua obra, não sendo difícil assinalar livros que contenham vários destes temas principais em simultâneo, a saber: ruralidade, relações com a história, análise das relações pessoais e/ou familiares, modelos alegóricos.

## Prémios
- Prémio José Saramago,  2001.
- Prémio Daniel Faria, 2008.
- Prémio Cálamo Outra Mirada, 2007
- Prémio Libro d' Europa, 2013
- Oceanos - Prêmio de Literatura em Língua Portuguesa, 2016
- The Best Translation Award-Japan, 2019

## Recensão Crítica
"Uma das revelações mais surpreendentes da literatura portuguesa. É um homem que sabe escrever e que vai ser o continuador dos grande escritores."

José Saramago
"Peixoto tem uma extraordinária forma de interpretar o mundo, expressa pelas suas escolhas certeiras de linguagem e de imagens."

Times Literary Supplement
"Um valor seguro da literatura portuguesa, com grande sentido de linguagem poética e grande domínio da língua portuguesa."
 
Manuel Vásquez Montálban
"O fantástico é contado com a naturalidade do quotidiano. A crónica e a fábula sobrepõem-se, como as histórias que contam ou presenciam ou calam as personagens de William Faulkner ou de Juan Rulfo."
 
António Muñoz Molina
"Como Saramago, José Luís Peixoto é um escritor tocado pelo génio."

Urbano Tavares Rodrigues
"Um dos escritores mais dotados do seu país."

Le Monde
"Peixoto articula um interessante discurso sobre a identidade e a orfandade, e elabora em paralelo um maravilhoso retrato psicológico do mundo rural português."
 
El País
Os seus livros têm tido referências críticas em publicações internacionais de referência como: The Independent, The Guardian, Times Literary Suplement, Esquire, Monocle, Metro, Time Out New York, San Francisco Chronicle, El País, El Mundo, ABC, Le Figaro, Le Monde, La Reppublica, Corriere de la Sera, L'Unità, Folha de S.Paulo, Estado de São Paulo, etc.

## Obras Publicadas

### Ficção
- 2000 - Morreste-me
- 2000 - Nenhum Olhar
- 2002 - Uma Casa na Escuridão
- 2003 - Antídoto
- 2006 - Cemitério de Pianos
- 2007 - Cal
- 2010 - Livro
- 2011 - Abraço
- 2014 - Galveias
- 2015 - Em Teu Ventre
- 2019 - Autobiografia
- 2021 - Almoço de Domingo
- 2022 - Onde

### Poesia
- 2001 - A Criança em Ruínas
- 2002 - A Casa, a Escuridão
- 2008 - Gaveta de papéis
- 2020 - Regresso a Casa

### Literatura de Viagem
- 2012 - Dentro do Segredo - Uma viagem na Coreia do Norte
- 2017 - O Caminho Imperfeito

### Literatura Infanto-Juvenil
- 2012 - A Mãe que Chovia
- 2016 - Todos os Escritores do Mundo Têm a Cabeça Cheia de Piolhos